# Torpedo (rower)

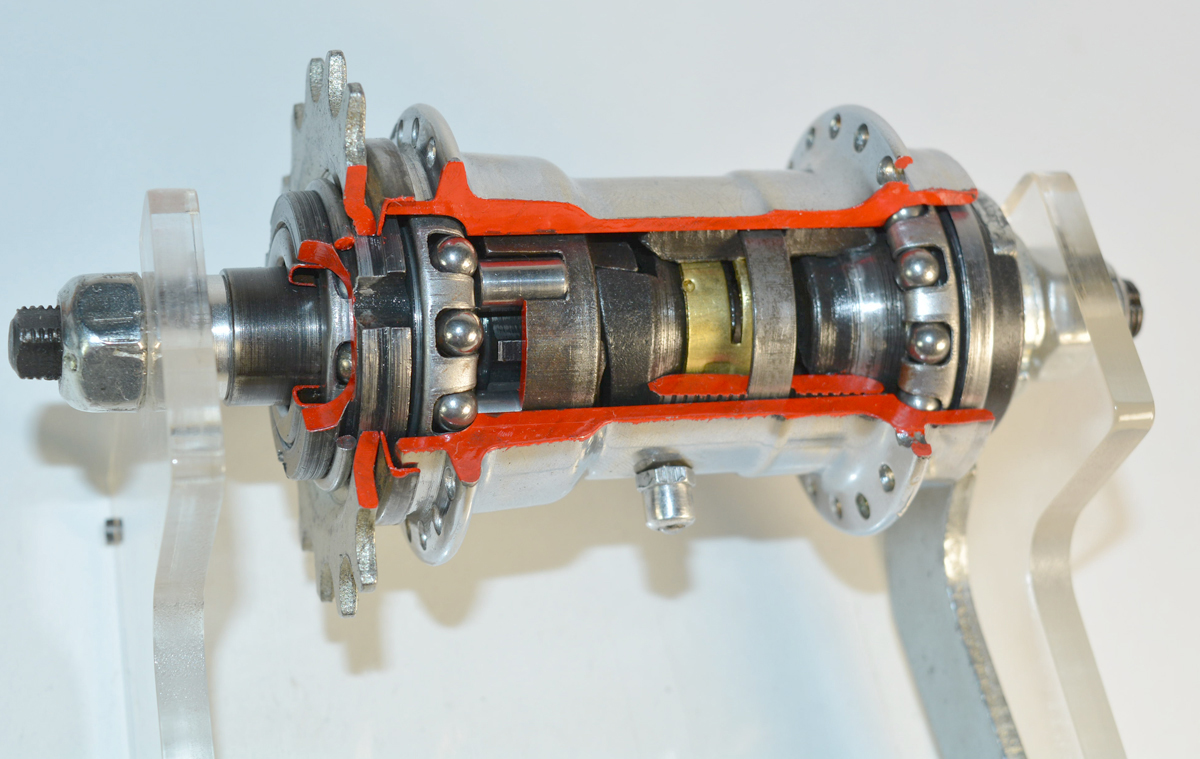
Przekrój Torpedo

Torpedo, „kontra” – rodzaj wolnobiegowej piasty rowerowej wyposażony w system hamulcowy uruchamiany poprzez cofnięcie pedałów. Jest to w istocie system napędowy roweru zintegrowany z ciernym hamulcem bębnowym.
Torpedo wprowadził na rynek w 1903 niemiecki wynalazca Ernst Sachs, współwłaściciel stworzonej w 1895 firmy Schweinfurter Präzisions-Kugellagerwerke Fichtel & Sachs (obecnie ZF Sachs AG).